# Papa Inocent
Ukupno su bila trinaestorica papa s imenom Inocent.
1. Inocent I. (401. – 417.)
2. Inocent II. (1130. – 1143.)
3. Inocent III. (1198. – 1216.)
4. Inocent IV. (1243. – 1254.)
5. Inocent V. (1276.)
6. Inocent VI. (1352. – 1362.)
7. Inocent VII. (1404. – 1406.)
8. Inocent VIII. (1484. – 1492.)
9. Inocent IX. (1591.)
10. Inocent X. (1644. – 1655.)
11. Inocent XI. (1676. – 1689.)
12. Inocent XII. (1691. – 1700.)
13. Inocent XIII. (1721. – 1724.)